# Reform UK
Reform UK (w latach 2019–2021 Brexit Party) – brytyjska prawicowa partia polityczna o bardzo silnym zabarwieniu eurosceptycznym założona przez Nigela Farage’a w 2019. Partia powstała wskutek braku wdrożenia decyzji referendalnej w 2016 dotyczącej wyjścia Wielkiej Brytanii z Unii Europejskiej. Większość członków pochodzi z UKIP, której Farage był liderem w latach 2006–2009 i 2010–2016, a także bardziej radykalnych odłamów Partii Konserwatywnej, w tym Ann Widdecombe czy Annunziata Rees-Mogg. Partię wsparły również osoby związane z lewicą, takie jak George Galloway.
Obecnym przewodniczącym i liderem ugrupowania jest Richard Tice. Przed wyjściem Wielkiej Brytanii z Unii Europejskiej była największą pojedynczą partią w Parlamencie Europejskim z 29 europosłami.

## Historia
Powstanie partii zostało formalnie ogłoszone 20 stycznia 2019 przez Catherine Blaiklock, byłą rzeczniczkę ekonomii UKIP, którą opuściła w 2018. Oficjalnie zarejestrowana została 5 lutego. W grudniu Nigel Farage, wtedy europoseł niezależny, stwierdził, że „partia była pomysłem Blaiklock, ale działała z jego pełnym poparciem”. W dniu 8 lutego 2019 r. Farage oświadczył, że będzie kandydował z ramienia partii w zbliżających się wyborach do Parlamentu Europejskiego. Eurodeputowani z ramienia UKIP Steven Woolfe i Nathan Gill również ogłosili start z listy Brexit Party. W kwietniu Farage stwierdził, że partia zamierza wystawić listę w zbliżających się wyborach parlamentarnych w 2022.
W wyborach do Parlamentu Europejskiego w 2019 roku partia odniosła zdecydowane zwycięstwo, zdobywając ponad 30 procent głosów i wprowadzając do Parlamentu 29 europosłów. Farage skomentował sukces słowami: „Nigdy wcześniej w brytyjskiej polityce partia, która istnieje dopiero 6 tygodni, nie wygrała wyborów narodowych. Jeśli Wielka Brytania nie opuści UE 31 października, te wyniki będą powtarzane przy okazji wyborów krajowych. Historia zaczęła się tworzyć, to dopiero początek”.

Logo Koalicja Reform UK–TUV.

2 lipca 2019, na pierwszym posiedzeniu Parlamentu Europejskiego IX kadencji, podczas odegrania hymnu UE Oda do radości wszyscy europosłowie Brexit Party odwrócili się plecami.
Partia przez dłuższy czas utrzymywała 10% poparcia w sondażach, jednak po wyborze Borisa Johnsona na premiera Wielkiej Brytanii poziom ten spadł do 5%. W sierpniu Farage zaproponował Johnsonowi, aby brexitowcy i torysi podpisali „wyborcze porozumienie o nieagresji”, czego efektem byłoby wspólne wyprowadzenie Wielkiej Brytanii z Unii, bez umowy. Johnson odrzucił tę możliwość publicznie na antenie BBC, stwierdzając, iż porozumienie z innymi partiami „wprowadza ryzyko wpuszczenia na Downing Street lidera Partii Pracy Jeremy’ego Corbyna”. Jednak w listopadzie Farage zapowiedział, iż jego partia w przyspieszonych wyborach parlamentarnych nie wystawi kontrkandydatów przeciwko torysom w 317 okręgach, w których Partia Konserwatywna wygrała w 2017, aby zwiększyć szanse na tzw. „twardy Brexit”.

Logo Reform UK używane na stronie internetowej BBC. Od zwykłego logo różni się długością strzałki i brakiem tekstu.

11 stycznia 2021 partia zmieniła nazwę na Reform UK. W marcu tego roku Farage zrezygnował ze stanowiska lidera – zastąpił go przewodniczący partii, Richard Tice.

### Kontrowersje
W kwietniu 2019 r. skarbnik partii Michael McGough został usunięty ze stanowiska po tym jak ustalono, że dokonał antysemickich i homofobicznych postów w mediach społecznościowych.
W maju 2019 na łamach Sky News europoseł SNP Alyn Smith nazwał Brexit Party „firmą muszelkową” zajmującą się praniem brudnych pieniędzy, na co partia zagroziła działaniami na drodze sądowej, pod warunkiem wycofania roszczenia przez Smitha. Smith przeprosił bez zastrzeżeń i przyznał, że nie miał dowodów na swoje zarzuty, oraz przekazał darowiznę na koszty prawne partii.

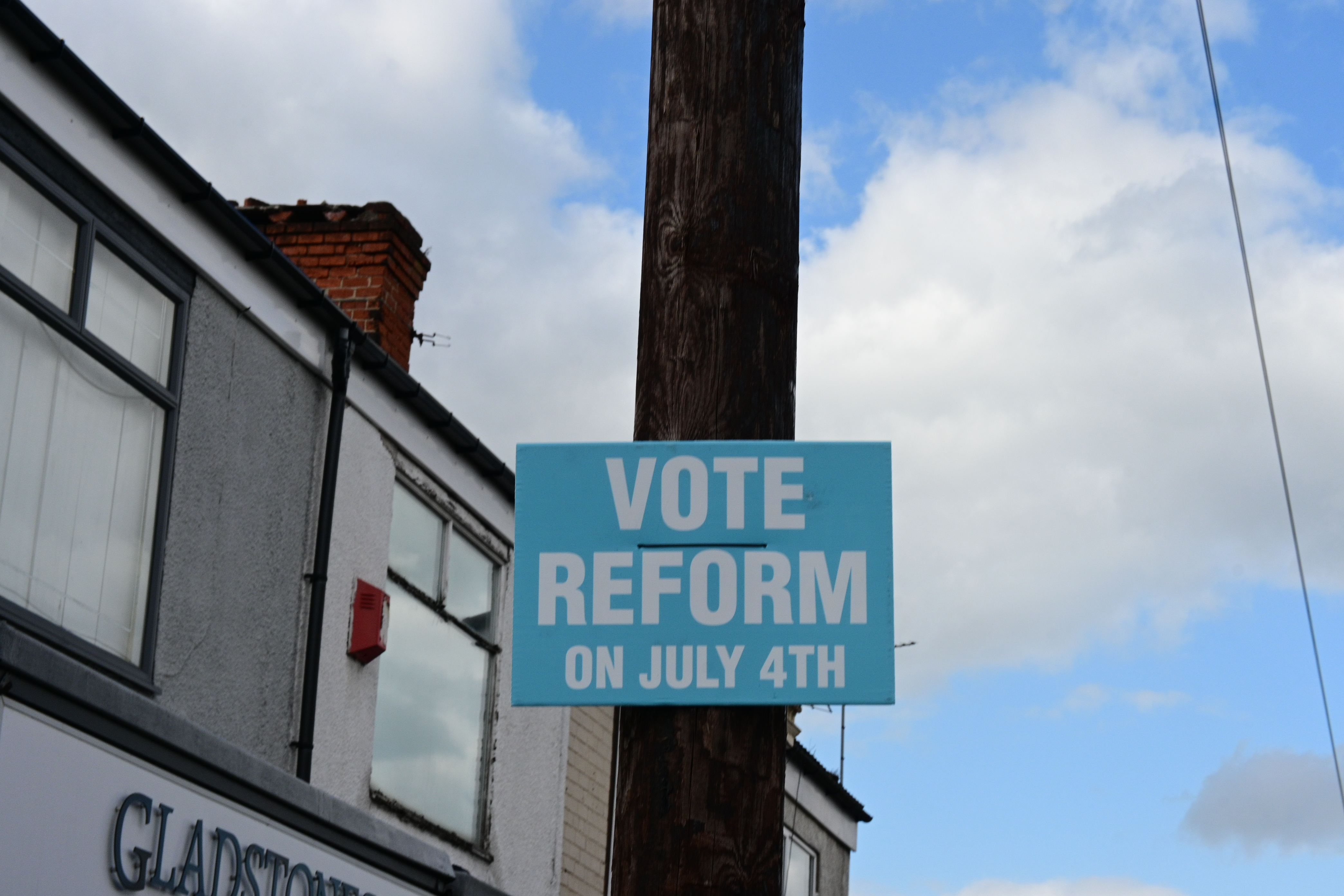
Tabliczka zachęcająca do głosowania na Refom UK w brytyjskich wyborach parlamentarnych z 2024 roku.

## Program
Głównym celem partii było natychmiastowe wyjście Wielkiej Brytanii z Unii Europejskiej, a następnie handlowanie z nią na zasadach Światowej Organizacji Handlu. Program partii ma wiele wspólnych postulatów z UKIP, poprzednią partią Nigela Farage’a, jednak on sam wielokrotnie podkreślał różnice między obydwiema partiami. W sprawach gospodarczych partia kładzie nacisk na zmniejszenie roli państwa oraz na mniejsze opodatkowanie osób fizycznych i przedsiębiorstw, zobowiązała się do usunięcia podatku od spadków i darowizn. Polityk Patrick O’Flynn, który przeszedł z UKIP do eurosceptycznej Partii Socjaldemokratycznej i poparł Brexit Party w wyborach w 2019, określił korzenie partii jako „ideologicznie thatcherowskie”. Pierwszym postulatem partii niezwiązanym z Brexitem była propozycja przemiany British Steel Limited, firmy produkującej m.in. stalowe druty, szyny i pręty, w firmę częściowo należącą do pracowników, co zostało opisane jako „hybryda polityki konserwatystów i laburzystów”. Poza tym Reform UK opowiada się za zmniejszeniem wydatków na pomoc zagraniczną oraz wprowadzeniem darmowego wi-fi we wszystkich środkach brytyjskiego transportu publicznego.
W czasie kampanii wyborczej w 2019 partia obiecała:
- ograniczenie skali migracji do 50 tys. osób rocznie
- wprowadzenie proporcjonalnego systemu wyborczego
- likwidację Izby Lordów
- sprzedaż paliw na terenie Wysp bez podatku VAT.

Partia często jest określana jako ugrupowanie populistyczne i prawicowo-populistyczne.

## Struktury
Reform UK formalnie ma tylko trzech członków, a ponad 115 tysięcy „zarejestrowanych popleczników”. W dużej mierze utrzymuje się z małych darowizn do 500 funtów, aczkolwiek przyjmuje też większe darowizny, jak na przykład 200 000 funtów ofiarowanych przez Jeremy'ego Hoskinga, byłego darczyńcę Partii Konserwatywnej. Sprawa finansowań partii pozostaje jednak kontrowersyjna. Komisja Wyborcza zobowiązała partię do radykalnej zmiany metod pozyskiwania funduszy, oczekując m.in. przejrzenia wszystkich otrzymanych dotychczas płatności, zmiany limitu 500 funtów i wymagania podania adresu email przy wpłacaniu darowizny.
W 2021 roku do partii dołączyła MSP Michelle Ballantyne, stając się liderem Reform UK w Szkocji.

## Wyniki wyborów

### Wybory parlamentarne
| Rok  | Głosy   | % głosów | Mandaty | ± (%)       | Miejsce |
| ---- | ------- | -------- | ------- | ----------- | ------- |
| 2019 | 642 303 | 2,0      | 0/73    | nowa partia | 9       |

### Wybory do Parlamentu Europejskiego
| Rok  | Głosy     | % głosów | Mandaty | ± (%)       | Miejsce |
| ---- | --------- | -------- | ------- | ----------- | ------- |
| 2019 | 5 248 533 | 31,6     | 29/73   | nowa partia | 1       |